# Tunda Prada
Luis "Tunda" Prada (Montevideo, 12 de octubre de 1959) es un dibujante y músico uruguayo.

## Biografía
Luis Prada "Tunda" es dibujante, artista visual, realizador y músico uruguayo. Aunque es principalmente conocido como dibujante, también destaca como compositor e intérprete de canciones y como productor audiovisual.  Estudió arquitectura y se recibió de técnico constructor.

### Artes plásticas
Asistió a talleres de dibujo y pintura con Enrique Badaró del 1989 al 1994. Tomó clases sobre estos mismos temas con Guillermo Fernández en 2004 . Asimismo estudió acuarela en Arte club, en el año 2008 y 2009. Desde 1977 trabaja como dibujante free lance y entre los años 1982 y 2000 se encontró entre los cofundadores y colaboradores de las revistas “El Dedo”, “Guambia”, “El Tic-tac” y “El Pulgar”.  También colaboró con la revista “Caras y Caretas” entre el 2001 y 2006, así como con Berp! del 2001 al 2004.
Desde el año 2000 es director y realizador del programa “La Mano Que Mira" emitido por Tevé Ciudad, TNU y RTVC Señal Colombia. Con su propia productora de animación y gráficos produjo cortometrajes de animación y spots publicitarios e institucionales. Su programa “La Mano Que Mira” y su obra gráfica y audiovisual, le valió obtener el reconocimiento de un público fiel y la posibilidad de conocer a cientos de dibujantes del mundo entero.
Durante 20 años dirigió, junto al caricaturista Fermín Hontou "Ombú" , un taller de enseñanza del dibujo, centrándose en caricaturas e historietas. Desde 2012 se separan con "Ombú" para formar cada uno su propio taller.
Es con Ombú que fundan en 2006, la editorial AlmaZen destinada a difundir su propio trabajo y el de sus alumnos. 
Desde 1986 participa en muestras artísticas colectivas e individuales, entre las que se cuentan la Segunda Bienal de Humor en Córdoba en 1986, Humor Uruguayo en Curitiba en 1987, en el SESC Pompéia de San Pablo en 1988 y las muestras colectivas “Historietas.uy” en Fundación Buquebus, y la primera “Historietas F.C. la cual recorrió distintos puntos del Uruguay. De manera individual, en 2008 realizó la exposición de acuarelas titulada "Mis Venus" en la sala Carlos F. Saez del MTOP, en 2009 "mujeres" en la ACJ, en el 2013 "acuarelas de Tunda" en Arte Club, en 2014 "Ciertas imágenes de ciertas historias" en la sala Carlos F. Sáez. También realizó una serie de exposiciones de humor gráfico junto a Fermín Hontou por el interior del país. 
Ha realizado charlas y talleres en infinitos lugares casi siempre vinculado con su rol de educador.

### Música
A nivel musical, se formó en guitarra con Eduardo Larbanois, Jorge Nocetti, Luis Ferreira, Esteban Klísich, y Alejandro Pacello. Asimismo estudió canto con Alba Tonellis, Rossana Taddei y Gloria Romero.
En 1991 editó para el sello Ayuí / Tacuabé su primer trabajo discográfico, llamado "Tunda". Desde entonces ha publicado los álbumes como solista “Linyera” (1994), “Tuc!” (1997), “La mezcla” (2002) y “Paisano” (2012) y participado en un álbum colectivo integrado por canciones suyas, de Jorge Drexler y Fernando Ulivi. También editó tres videoclips con los cuales obtuvo premios nacionales e internacionales, entre los que se cuentan, el premio del Festival de La Paz en 1983, el Yamaha Music Quest de 1994 y el del festival de guitarra y voz Maricá Río de Janeiro en 2004.

## Discografía

### Solista
- Tunda (Ayuí / Tacuabé a/e91k. 1991)
- Linyera (Sondor. 1994)
- Tuc!! (Ayuí / Tacuabé ae182cd. 1997)
- La mezcla (Ayuí / Tacuabé ae256cde. 2002)
- Paisano (Ayuí / Tacuabé a/e376cd. 2012)

### Colectivos
- La luz que sabe robar (álbum colectivo que reeditó el álbum homónimo de Jorge Drexler y agregó algunas canciones de Fernando Ulivi y de Tunda Prada. Ayuí / Tacuabé y revista Posdata pd 2013. 1999)

## Libros
- el flaco jesú/1 - 1994
- el flaco jesú/2 -1996
- Historietas.uy - 2000
- el flaco jesú/3 - 2007
- 7 Historias - 2014

## audiovisual
2001-2014 - Director y guionista de "La mano que mira" programa de TV
2010 - Director y guionista de "el viejo calefón" corto animado.

## Premios y nominaciones
```
    Premio Festival laPaz 1983
    Premio Yamaha music quest 1994
    Premio Tabaré 2001
    2º Premio Barakaldo (España) de Nuevas Tecnologías 2000
    Premio Morosoli 2002
    Premio Tabaré 2004
    Premio festival de voz y violao Maricá R. de Janeiro 2004
    Premio Tabaré 2006 
    Premio Fondos concursables 2006   
    Premio Tabaré 2007
    Premio Morosoli 2010
    Premio Colibrí 2010 
    Premio Fondos concursables 2011
    Finalista Prix Jeunesse 2011
    Primer premio salón de la acuarela Dante Picarelli 2011
    Nominación a los premios Graffiti 2013
    Nominación a los premios TAL 2015
    Premio Bartolomé Hidalgo 2015
```